# 장미의 전쟁 (2004년 드라마)
《장미의 전쟁》은 2004년 3월 20일부터 2004년 6월 6일까지 방영한 문화방송 주말연속극이다.

## 소개
- 결코 하나가 될 수 없을 것 같은 사람들이 함께 있는 `둘`에서 벗어나려고 하지만 정말 아름다운 건 싱글이 아닌 '둘'이 되는 것이라는 사실을 깨닫는 과정의 로맨틱 코미디 드라마[1]
- 산부인과 전문의 오미연과 정신과 전문의 오미란 자매의 삶을 대비시키면서 비혼인구, 전업주부(專業主夫)라는 새로운 시대상을 담은 드라마[2]

## 기획 의도
- 때로 상처 받고 때로 좌절하지만 사랑을 믿고 그 따스함을 잃지 않는 밝고 긍적적인 인물들이 벌이는 유쾌한 사랑전쟁을 다룬 드라마
- 서로 다른 애정관을 가지고 있던 자매의 사랑과 이별, 결혼과 재혼의 좌충우돌기를 여성중심 클리닉인 산부인과를 중심으로 배치. 드라마 속에 임신과 출산 등의 여성 정보 제공을 통해 20대로부터 60대에 이르는 다양한 여성 시청층을 확보한 드라마.
- 최근 급격히 증가하는 싱글 열풍과 더불어 새롭게 대두되고 있는 가족해체 현상에 주목. 싱글 라이프에 대한 허상을 들여다보고, 사랑과 결혼에 관한 부정적인 통념을 극복하고 부부와 가족으로 거듭나는 등장인물들을 통해 인간의 진정한 행복은 서로에 대한 관심과 애정 속에서 생겨나는 것임을 보여주는 드라마.

## 줄거리
여주인공 미연은 청혼을 하며 무릎을 꿇고 앉은 수철의 인내심에 감복, 못 이기는 척 결혼에 골인했다. 한 남자의 아내, 한 아이의 엄마, 산부인과 전문의가 되어 집안에선 절대 권력으로 군림하며 수철을 알뜰히 부려먹고 가끔은 폭력을 행사 하기도 하지만, 수철은 자기 손바닥 안에 있다는 확고한 신념이 있기에 결혼생활은 늘 행복하고 즐거운 편이다. 지성과 미모를 갖춘 커리어우먼으로 인정받으며 종합병원에서 일하던 중 어머니 허 여사의 병원 로즈 산부인과로 들어오게 되었다.
미연의 남편 수철은 지금도 어디선가 황홀한 로맨스를 꿈꾸는 이 시대의 낭만파 삼십대이다. 공대 시절 미연에게 넋이 나가 주저 없이 결혼하였지만, 박봉에 시달리는 처지와 어쩔 수 없는 처가살이 때문에 평생 자신의 뒷바라지만 하며 살아온 아버지를 남동생에게 맡긴 것이 늘 마음에 걸린다. 평생 미연만을 사랑하며 살겠다 맘먹었지만 늘 콧방귀에 발길질을 일삼는 마누라와의 전쟁이 이어지자 점차 초심이 물렁해지고 열등감도 생기며 가슴이 허전해 오는 중.
한편, 미연의 동생인 정신과 전문의 미란은 남성 심리 전문가로 셀 수 없는 연애를 거쳤지만 사랑엔 어두운 편이다. 결혼은 여자 인생의 감옥이며 지옥이라고 생각하는 연애이상주의자로 밝고 깔끔하고 이지적인 여성미를 갖춘 화려한 싱글. 어렸을 때부터 언니 미연과 늘 경쟁했던 라이벌 사이로 지금도 결혼은 꽤 쓸모 있는 제도라는 미연의 말에 날 그 지옥으로 끌어들이지 말라며, 결혼은 미친 짓이다라고 더 크게 외치고 있다.
미란의 오랜 연인인 기획실 팀장 재하는 잘생긴 외모에, 지금껏 미란의 뒤치다꺼리를 하며 미란만을 바라본 일편단심 타입의 남자이다. 결혼을 거부했던 미란은 그의 끈질긴 구애에 결국 결혼하기로 마음먹지만, 어머니들의 얽힌 과거사로 인해 어려움을 겪는다. 급기야 재하는 아버지의 회사에 사표까지 제출하고, 두 어머니는 마지못해 결혼을 허락하기로 하지만 재하의 어머니 공 여사는 재하가 처가살이를 하기로 한 것이 여전히 내키지 않는다.
미연과 수철은 자신들과 달리 다정하게 지내는 미란과 재하를 보며 속이 타들어 간다. 미연은 엄마 허 여사가 사위들을 노골적으로 차별하는 것 같아 속이 상하기도 하다. 갈등이 심화되는 와중에, 수철은 신세대 소현이 사랑의 총알을 쏘아대며 다가오자 힘없이 무너져 내리고 만다. 미연 역시 자상한 같은 병원 의사 현우와 방송 일을 함께 하며 갈수록 그에게 기대고 싶은 마음을 갖게 되지만, 현우는 미연의 병원을 통째로 삼키려는 야심을 갖고 있던 인물.
현우는 병원 사업을 키우자며 병원장 허 여사를 부추기고 미연은 로즈 산부인과를 국내 제일의 여성클리닉으로 업그레이드하는 꿈에 부푼다. 수철은 현우의 실체를 미연에게 알리지만, 수철과 소현의 만남에 실망한 미연은 그의 말을 믿지 않는다. 현우는 서서히 돈줄을 죄어오고, 급기야 병원에 사채업자들이 들이닥쳐 허 여사가 쓰러지는 지경에 이른다. 뒤늦게 상황을 안 가족들은 발을 구르지만 방법을 찾지 못한다.
결국, 수철은 현우에게 주먹을 날리고 병원 계약서를 뺏고 미연은 현우의 본심을 알고는 무너질 듯하다. 미연은 마음이 흔들렸냐는 수철의 말에 누군가 기댈 사람이 필요했다며 오열하고 두 사람은 새롭게 제2의 결혼을 시작하기로 한다. 수철은 재하의 회사에서 일하는 조건으로 받게 된 지분을 현금화해 병원 운영자금으로 쓰며 병원 살리기에 적극 나서고 허 여사는 그런 사위에게 면목 없어하며 진심으로 사과한다.
공 여사는 허 여사의 소식을 듣고 서로를 이해하고, 연민과 눈물로 화해한다. 미란과 재하는 온가족의 축복 속에 결혼식을 올리고, 과거 신혼 여행을 간 적 없는 수철-미연 부부는 동생의 신혼 여행에 때맞춰 사랑을 재확인하는 차원에서 함께 제주행 비행기를 탄다. 제주도에서 미란은 임신 사실을 알게 되고 두 쌍의 커플이 모든 갈등을 해소하고 대화합을 이루며 드라마는 막을 내린다.

## 등장 인물

### 주요 인물
- 최진실 : 오미연(32세) 역 - 여주인공, 산부인과 전문의
- 최수종 : 박수철(32세) 역 - 미연의 남편, 어린이 장난감 회사 영업차장
- 송선미 : 오미란(29세) 역 - 미연의 동생, 정신과 전문의
- 류진 : 이재하(29세) 역 - 미란의 연인, 건설회사 기획실 팀장

### 미연이네 집
- 주현 : 오일만 역 - 미연과 미란의 아버지, 명예퇴직, 가사일 및 로즈 산부인과 관리인
- 윤여정 : 허영심 역 - 미연과 미란의 어머니, 로즈 산부인과 원장이자 전문의

### 재하네 집
- 노주현 : 이기준 역 - 재하의 아버지, 건설회사 사장
- 선우용여 : 공진숙 역 - 재하의 어머니
- 이인 : 이재동 역 - 재하의 남동생, 대학생

### 주변 인물
- 신애 : 홍소현(21세) 역 - 수철의 연인, 산부인과 간호사
- 박신영 : 신태희(24세) 역 - 재하의 새 연인, 인테리어 디자이너
- 강남길 : 방제수 역 - 비뇨기과 전문의, 수철의 선배
- 송재호 : 박성만 역 - 수철의 아버지, 야채 재배업
- 문천식 : 노천수 역 - 미란의 환자, 조직의 일원, 게이
- 백정림 : 유경 역 - 미란과 재하의 친구
- 조갑경 : 수간호사 역 - 제수를 짝사랑하는 간호사
- 조달환 : 박수남 역 - 수철의 남동생
- 김연진 : 박예나 역 - 미연과 수철의 딸
- 최성민 : 경준 역 - 미연의 대학 후배
- 김병세 : 현우 역 - 미연의 연인
- 윤순홍
- 현숙희
- 이승형
- 강보라
- 김남길
- 안세미
- 이옥정
- 안서정
- 유정석
- 서성광
- 전수지
- 고진명
- 단강호
- 한영광
- 장현순
- 최범호
- 손민우
- 최진홍
- 이대연
- 순동운
- 김승민

## 참고 사항
- 최진실이 분한 오미연 역은 당초 이승연이 낙점됐지만 위안부 사건 때문에[3] 고사했다.
- 최수종 (박수철 역)은 1997년 <불꽃놀이> 이후[4] 7년 만에 MBC 복귀를 했다.
- 대한민국 최초의 트렌디 드라마로 큰 화제를 모았던 MBC 《질투》(1992년)의 주인공 최수종과 최진실이 12년 만에 다시 만난 드라마였다.[5] 그런 맥락을 반영하여 '질투'의 주제가와 장면을 예고로 내보내기도 했다.[6]
- 최진실의 2년 만의 복귀작이었는데, 최수종의 적극 추천으로 두 사람의 만남이 성사되었다.[7][8]
- 노주현(이기준 역)은 해당 드라마 때문에 2002년 가을개편부터 활동한 KBS 제2라디오 《안녕하세요 노주현 왕영은입니다》 DJ를 후배 탤런트 정한용에게 넘겨줬다.[9]
- 집안 살림을 하는 남편을 통해 가정 내 남녀 역할의 전도라는 사회적 변화를 반영하여 주목을 끌었다.[10]
- MBC는 지각대본을 사유로 2004년 4월 17일 방영분부터 김선영 작가를 노유경 작가로 교체했다.
- 월세 아파트를 못 벗어나는 30대 중반의 엄마라는 설정에 맞지 않은 최진실의 긴 생머리와 날씬한 몸매는 극의 몰입을 방해한다는 지적이 있었다.[11]
- 남편과 아내의 불륜 등 주말 저녁, 온 가족이 오순도순 모여 앉아 시청하기에는 낯 뜨거운 장면들을 내보내어 지적을 받았다.[12][13]
- 19.4%의 시청률을 기록하며 상쾌한 스타트를 끊었으나[14] 동시간대의 KBS 《애정의 조건》의 인기에 밀려 급기야 시청률이 한자릿수까지 떨어졌다.[15] 결국 전 회차 평균 시청률은 12.5%로 최진실 출연 드라마 중 역대 최저 시청률의 기록이었다.
- 당초 기획된 24부작[16]에서 1회 축소된 23부작으로 조기종영되었다.[17][18]